# Finale Coppa Italia 2006
De finale van de Coppa Italia van het seizoen 2005/06 werd gehouden op woensdag 3 en donderdag 11 mei 2006. Internazionale nam het op tegen AS Roma. De heenwedstrijd in het Stadio Olimpico in Rome eindigde in een 1–1-gelijkspel. De terugwedstrijd in het Stadio Giuseppe Meazza in Milaan werd met 3–1 gewonnen door Inter, dat zo voor de vijfde keer de Coppa in ontvangst mocht nemen.

## Finale

### Heenwedstrijd
|                  |             |       |                |                                                                                      |
| 3 mei 2006 20:45 | AS Roma     | 1 – 1 | Internazionale | Stadio Olimpico, Rome Toeschouwers: 64.000 Scheidsrechter: Matteo Trefoloni (Italië) |
| 3 mei 2006 20:45 | Mancini 55' |       | 8' Cruz        | Stadio Olimpico, Rome Toeschouwers: 64.000 Scheidsrechter: Matteo Trefoloni (Italië) |

| Roma | Inter |

| AS Roma:          |    |                   |     |
|                   |    |                   |     |
| GK                | 32 | Doni              |     |
| RB                | 2  | Christian Panucci |     |
| CB                | 5  | Philippe Mexès    | 71' |
| CB                | 13 | Cristian Chivu    | 46' |
| LB                | 25 | Leandro Cufré     |     |
| CM                | 17 | Damiano Tommasi   | 80' |
| CM                | 16 | Daniele De Rossi  |     |
| RW                | 20 | Simone Perrotta   |     |
| AM                | 14 | Houssine Kharja   |     |
| LW                | 30 | Mancini           | 85' |
| CF                | 11 | Rodrigo Taddei    | 43' |
| Wisselspelers:    |    |                   |     |
| DF                | 3  | Cesare Bovo       | 46' |
| FW                | 35 | Stefano Okaka     | 80' |
| MF                | 7  | Edgar Álvarez     | 85' |
| Coach:            |    |                   |     |
| Luciano Spalletti |    |                   |     |

| Internazionale: |    |                   |         |
|                 |    |                   |         |
| GK              | 12 | Júlio César       |         |
| RB              | 4  | Javier Zanetti    |         |
| CB              | 2  | Iván Córdoba      |         |
| CB              | 25 | Walter Samuel     | 66' 70' |
| LB              | 16 | Giuseppe Favalli  |         |
| CM              | 7  | Luís Figo         |         |
| CM              | 8  | David Pizarro     | 90'     |
| CM              | 19 | Esteban Cambiasso |         |
| AM              | 5  | Dejan Stanković   | 73'     |
| CF              | 10 | Adriano           | 80'     |
| CF              | 9  | Julio Cruz        | 12'     |
| Wisselspelers:  |    |                   |         |
| DF              | 3  | Nicolás Burdisso  | 70'     |
| MF              | 31 | César             | 73'     |
| FW              | 30 | Obafemi Martins   | 80' 90' |
| Coach:          |    |                   |         |
| Roberto Mancini |    |                   |         |

### Terugwedstrijd
|                   |                                   |       |           |                                                                                               |
| 11 mei 2006 20:45 | Internazionale                    | 3 – 1 | AS Roma   | Stadio Giuseppe Meazza, Milaan Toeschouwers: 59.000 Scheidsrechter: Domenico Messina (Italië) |
| 11 mei 2006 20:45 | Cambiasso 6' Cruz 46' Martins 76' |       | 80' Nonda | Stadio Giuseppe Meazza, Milaan Toeschouwers: 59.000 Scheidsrechter: Domenico Messina (Italië) |

| Inter | Roma |

| Internazionale: |    |                   |     |
|                 |    |                   |     |
| GK              | 12 | Júlio César       |     |
| RB              | 4  | Javier Zanetti    |     |
| CB              | 23 | Marco Materazzi   | 80' |
| CB              | 25 | Walter Samuel     |     |
| LB              | 16 | Giuseppe Favalli  |     |
| CM              | 7  | Luís Figo         | 81' |
| CM              | 8  | David Pizarro     | 43' |
| CM              | 19 | Esteban Cambiasso |     |
| AM              | 5  | Dejan Stanković   | 58' |
| CF              | 10 | Adriano           | 67' |
| CF              | 9  | Julio Cruz        |     |
| Wisselspelers:  |    |                   |     |
| MF              | 21 | Santiago Solari   | 58' |
| FW              | 30 | Obafemi Martins   | 67' |
| MF              | 18 | Kily Gonzalez     | 81' |
| Coach:          |    |                   |     |
| Roberto Mancini |    |                   |     |

| AS Roma:          |    |                   |         |
|                   |    |                   |         |
| GK                | 32 | Doni              |         |
| RB                | 2  | Christian Panucci |         |
| CB                | 13 | Cristian Chivu    | 13'     |
| CB                | 3  | Cesare Bovo       | 84'     |
| LB                | 25 | Leandro Cufré     |         |
| CM                | 17 | Damiano Tommasi   |         |
| CM                | 15 | Olivier Dacourt   |         |
| RW                | 28 | Aleandro Rosi     | 83'     |
| AM                | 14 | Houssine Kharja   | 36' 76' |
| LW                | 30 | Mancini           |         |
| CF                | 11 | Rodrigo Taddei    | 54'     |
| Wisselspelers:    |    |                   |         |
| DF                | 4  | Samuel Kuffour    | 13'     |
| MF                | 10 | Francesco Totti   | 54'     |
| FW                | 40 | Shabani Nonda     | 76'     |
| Coach:            |    |                   |         |
| Luciano Spalletti |    |                   |         |

1922 ·
1923–1935 ·
1936 ·
1937 ·
1938 ·
1939 ·
1939 ·
1939 ·
1939 ·
1939 ·
1944–1957 ·
1958 ·
1959 ·
1960 ·
1961 ·
1962 ·
1963 ·
1964 ·
1965 ·
1966 ·
1967 ·
1968 ·
1969 ·
1970 ·
1971 ·
1972 ·
1973 ·
1974 ·
1975 ·
1976 ·
1977 ·
1978 ·
1979 ·
1980 ·
1981 ·
1982 ·
1983 ·
1984 ·
1985 ·
1986 ·
1987 ·
1988 ·
1989 ·
1990 ·
1991 ·
1992 ·
1993 ·
1994 ·
1995 ·
1996 ·
1997 ·
1998 ·
1999 ·
2000 ·
2001 ·
2002 ·
2003 ·
2004 ·
2005 ·
2006 ·
2007 ·
2008 ·
2009 ·
2010 ·
2011 ·
2012 ·
2013 ·
2014 ·
2015 ·
2016 ·
2017 ·
2018 ·
2019 ·
2020 .
2021 .
2022 .
2023 .
2024 .